# Kharayeb
Kharayeb (en àrab: الخرايب) és una ciutat històrica del districte de Sidó en la governació del Líban Sud, del Líban. La ciutat es troba a 77 km al sud de Beirut i a una altitud mitjana de 190 m sobre el nivell de la mar. Té un ric llegat històric, amb excavacions arqueològiques que revelen una complexa història d'assentaments que abasta des de la prehistòria fins al període otomà. Els orígens de Kharayeb es remunten al període persa (539-330 abans de la nostra era), quan va exercir un paper fonamental en el panorama agrícola i econòmic de l'àrea, que va culminar amb la construcció del seu temple fenici cap al segle VI ae.

## Història
Les excavacions arqueològiques realitzades a Kharayeb i els voltants han revelat un complex paisatge d'assentaments que abasta diferents períodes cronològics, des de la prehistòria fins a l'època otomana (1516-1918). La zona estigué habitada des del Paleolític mitjà, com demostren moltes eines lítiques. Els primers indicis d'ús agrícola en períodes històrics procedeixen del jaciment de Jemjim, a prop de Kharayeb, on es va descobrir una estela de l'edat del ferro final. Les excavacions també han trobat un assentament rural amb un complex sistema de cisternes de l'edat del ferro, i restes d'atuells de terracota que indiquen una ocupació que es remunta al segon mil·lenni abans de la nostra era.

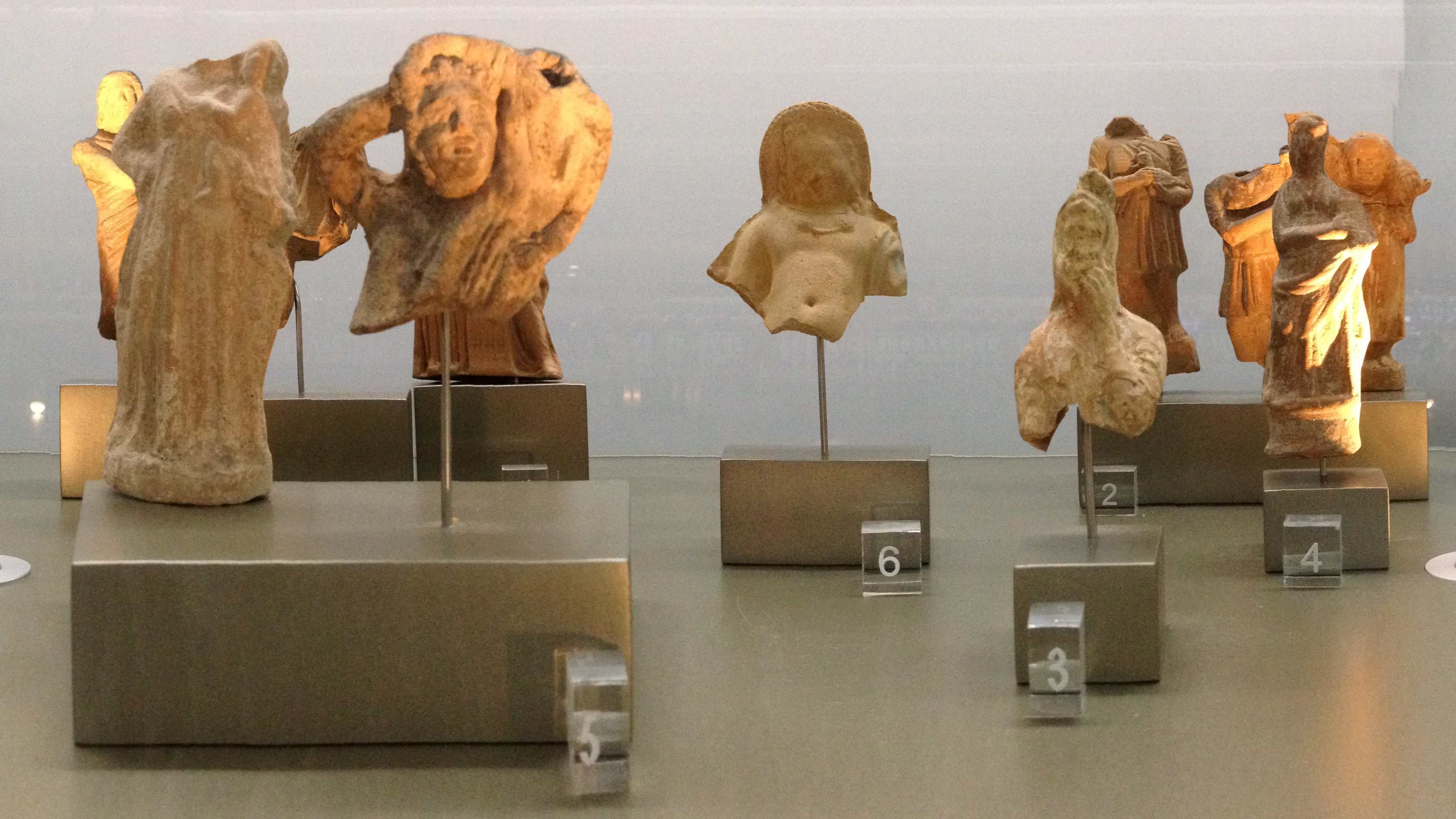
Figuretes del període hel·lenístic (330-31 ae) de Kharayeb i Tir, en una vitrina de l'Aeroport Internacional Rafic Hariri

La ciutat moderna de Kharayeb data de mitjan segle XIX. En aquesta època, Kharayeb i els voltants eren propietat de Nasif Al-Asaad, un resident de Zrarieh. Per raons tal volta econòmiques o relacionades amb el sistema feudal de l'època, la propietat de Kharayeb passà a la família Qaddura, una prominent família de Sidó. Segons relats locals, el 1885 va tenir lloc una trobada entre les famílies Al-Asaad i Qaddura, en una zona coneguda hui com Dahr Al-Awamid ('Aflorament de les columnes'). Després de la defunció del patriarca de la família, Qadura Agha, la propietat passà als seus tres fills: Raf'at, Bahjat i Muhtaram. El 1925, durant el Mandat colonial francés al Líban, la família Qadura començà a vendre parcel·les de terra als residents i famílies del poble. Les famílies riques li compraren terres, mentre que les menys riques aplegaren diners per a adquirir parcel·les.

## Geografia
Kharayeb es troba al districte de Sidó, en la Governació del Sud, a 77 km al sud de la capital, Beirut, al nord del riu Litani. Té una superfície de 6,44 km² i una altitud mitjana de 190 m. Limita al nord amb les ciutats d'Adloun i Kouthariyet Al-Riz. A l'est, limita amb les ciutats d'Arzai i Zrarieh, mentre que el Litani traça el límit meridional. La mar Mediterrània se'n troba a l'oest.

## Demografia
El 2006. hi havia al voltant de 9.000 residents i la població és predominantment xiïta. Les famílies residents són Akkoush, Dihini, Darr, Hammoud, Farkouh, Hayek, Hammadah, Zein, Bilal, Ezzeddin, Khalil, Tabbal, Hamdan, Shuman, Sharqaoui, Sbeity, Khalifa, Marwa, Kujuk, Ghazi, Saghir, Saab, Shour, Hraybi, Arrajah, Wehbi, Hijazi, Khalili, Jezzini, Al-Asaad, Saleh, Rahhal, Ismail, Al-Hajj, Haydar, Hani, Akhdar, Raad, Musa, Al-Faris, Hamdoun, Jawad, Hurani, Nasrallah, Ghoul, Ar-Ratllis, Al-Hajj Mohammad, Al-Ali, Ahmed, Hussein, Kassirah, Kassem, Nasser.

## Fites culturals
La ciutat és famosa pel seu temple fenici, i el tresor de milers d'estatuetes d'ofrena de terracota, que van ajudar a conéixer les pràctiques culturals i religioses de la població rural fenícia autòctona durant l'edat del ferro final, aquemènida, i durant el període hel·lenístic.